# Pari (Südsudan)
Pari oder Paeri (Päri ?) sind eine Ethnie im Südsudan. Die Selbstbezeichnung ist Jo-Pari (Menschen-Pari).

## Herkunft
Die mündliche Überlieferung der Pari erzählt, dass das Volk vom Norden und Westen in das Gebiet des heutigen Lafon County in der Provinz Äquatoria (Imatong) einwanderte, wo es in sechs Dörfern am Fuß des „Lipul Hill“ (Jebel Lafon) siedelte. Hauptnahrungsmittel war Sorghum; Viehhaltung, Jagd und Fischfang rundeten die Ernährung ab. 1982 wurden insgesamt 11.000 Stammesangehörige gezählt.

## Geschichte
Bei Ausbruch des Zweiten Sudanesischen Bürgerkrieges schlossen sich viele Pari dem Sudan People’s Liberation Army/Movement an, viele wurden getötet. Im Februar 1993 wurden alla sechs Dörfer der Pari niedergebrannt. Die Pari sind nun verteilt und leben in verschiedenen Siedlungen.

## Struktur
Die Gemeinschaft bei den Pari war zunächst geographisch in sechs Untergruppen in den jeweiligen Dörfern eingeteilt: Wiatuo, Kor, Bura, Angulumere, Pugera und Puchwa.
Der multi-ethnische Stamm spricht die Sprache Pari, eine Sprache der Luo-Sprachgruppe und praktizieren Sitten der Luo, wie zum Beispiel ein System von Jahrgangsgruppen (Jahrgangsregimenter, age set) zur sozialen Organisation. Die cultural administration in Jahrgangsregimenter wird als „Mojo-miji“ bezeichnet und umfasst immer vier Jahrgänge gemeinsam. Die lokale Bezeichnung für Gott ist „Jwok“. Die meisten Pari sind Christen.
In neuerer Zeit wird die Jagd zu einem wichtigen Einkommen für Jugendliche.

## Persönlichkeiten
- Colonel Thomas Udwar Augustino, Militär.